# Genna Galloway
Genna Galloway ist eine südafrikanische Schauspielerin, Musicaldarstellerin und Synchronsprecherin.

## Leben
Galloway ist die Tochter zweier Theaterdarsteller. Ihre Schwester ist die in Los Angeles lebende Jo Galloway, ihre Großmutter väterlicherseits lebte in London. Bis zur neunten Klasse übte sie professionelles Tanzen aus. Sie besuchte von 1998 bis 2002 Camps Bay High School, von 2003 bis 2005 besuchte sie die Waterfront Theatre School. Ihre Gesangsausbildung erhielt sie am Trinity College, London.
Nach ihrem Abschluss folgten erste Theater- und Musicalbesetzungen. Als Musicaldarstellerin übernahm sie unter anderen die weibliche Hauptrolle im Stück Hedwig and the Angry Inch, das 2016 in Südafrika und 2018 in den USA aufgeführt wurde. 2018 wirkte sie in zwei Episoden der Fernsehserie Ice mit. Im Folgejahr hatte sie eine Episodenrolle in der Fernsehdokuserie American Monster und der Fernsehserie Eine Frau an der Front inne. 2022 folgten Besetzungen im Kurzfilm Alchemist und in einer Episode der Fernsehserie Resident Evil. 2023 spielte sie im Netflix Original One Piece die Rolle der Bellemere. Im selben Jahr übernahm sie in der Filmproduktion Free State die Rolle der Susan Robinson sowie in einer Episode der Fernsehserie Devil's Peak die Rolle der Angela.

## Filmografie (Auswahl)
- 2018: Ice (Fernsehserie, 2 Episoden)
- 2019: American Monster (Fernsehdokuserie, Episode 4x03)
- 2020: Eine Frau an der Front (Our Girl, Fernsehserie, Episode 4x01)
- 2022: Alchemist (Kurzfilm)
- 2022: Resident Evil (Fernsehserie, Episode 1x03)
- 2023: One Piece (Fernsehserie, Episode 1x07)
- 2023: Free State
- 2023: Devil's Peak (Fernsehserie, Episode 1x04)

## Theater (Auswahl)
- 2004: Aesop’s Fables
- 2005: For Old Time’s Sake
- 2006: Showboat
- 2006–2007: Thoroughly Modern Millie
- 2007–2008: We Will Rock You
- 2008–2009: Beauty & the Beast
- 2009: Noah of Cape Town
- 2009–2010: Cats
- 2010: Grease
- 2016: Hedwig and the Angry Inch, Gate69
- 2018: Hedwig and the Angry Inch, Pieter Toerien Theatre
- Rent